# La Voleuse de Noël
La Voleuse de Noël ou La Grincheuse de Noël (Christmas Caper) est un téléfilm de Noël américano-canadien réalisé par David Winkler et diffusé le 25 novembre 2007 sur ABC Family.

## Synopsis
Peu avant Noël, Kate Dove et son complice sont filmés en plein braquage. Malheureusement, Kate avait enlevé sa cagoule au moment d'ouvrir le coffre-fort, et tous les journaux télévisés se sont aussitôt mis à passer sa photo en boucle. Pour se faire oublier un temps, Kate décide de se mettre au vert en retournant à Comfort, la petite ville où elle a passé son enfance. Elle se transforme en baby-sitter pour garder les enfants de sa sœur, coincée aux Caraïbes par une tempête tropicale...

## Fiche technique
- Titre original : Christmas Caper
- Réalisation : David Winkler
- Scénario : April Blair (en)
- Société de production : Shavick Entertainment, CanWest MediaWorks
- Durée : 88 minutes
- Pays :  États-Unis,  Canada

## Distribution
- Shannen Doherty (V. F. :Anne Rondeleux) : Kate Dove
- Ty Olsson (V. F. : Guillaume Orsat) : Shérif Hank Harrison
- Conrad Coates (V. F. : Thierry Desroses) : Clive Henry
- Stefanie von Pfetten (V. F. : Cathy Diraison) : Holly Barnes
- Sonya Salomaa : Savannah Cooper
- David Lewis (V. F. : Philippe Valmont) : Brian Cooper
- Michael P. Northey (V. F. : Thierry Ragueneau) : Duffy Abramowitz
- Josh Hayden (V. F. : Olivier Martret) : Parker Cooper
- Natasha Calis (V. F. : Audrey Sablé) : Annie Cooper
- Reg Tupper : Proviseur Grimes
- Donna White : Madame Bradley
- Jano Frandsen : Hamish Thurgood
- Igor Morozov : Escrimeur russe